# Eduard Kaczanowski
Eduard Aleksiejewicz Kaczanowski (ros. Эдуард Алексеевич Качановский; ur. 13 września 1973 w Smoleńsku) – rosyjski polityk, w latach 2009–2010 burmistrz Smoleńska.

## Życiorys
W 1999 ukończył studia w smoleńskiej filii Wszechrosyjskiego Instytutu Finansowo-Ekonomicznego. W latach 90. pracował jako menadżer w przedsiębiorstwie "Erlan", następnie był zastępcą dyrektora i dyrektorem spółki "Strojopttorg" w Smoleńsku (1998–2009). W 2005 uzyskał mandat radnego Rady Miejskiej w Smoleńsku, następnie był radnym Smoleńskiej Dumy Obwodowej (2007–2009) z ramienia Jednej Rosji. 1 marca 2009 został wybrany burmistrzem "miasta bohatera" Smoleńska. 26 lutego 2010 został aresztowany wraz ze swoim zastępcą w związku z przedstawieniem zarzutów o charakterze korupcyjnym.